# LAV III
El vehículo blindado LAV III  es el último de 
la III Generación de vehículos blindados ligeros (LAV), la serie construida por General Dynamics, y que entró en servicio en 1999. Se basa en el Piraña 8x8 de fabricación suiza.
Fue desarrollado en Canadá y es el principal vehículo de la
Infantería mecanizada del Ejército canadiense y el Ejército de Nueva Zelanda. El Ejército de los Estados Unidos utiliza una variante ligeramente más armada que el LAV III el Stryker.

## Armamento

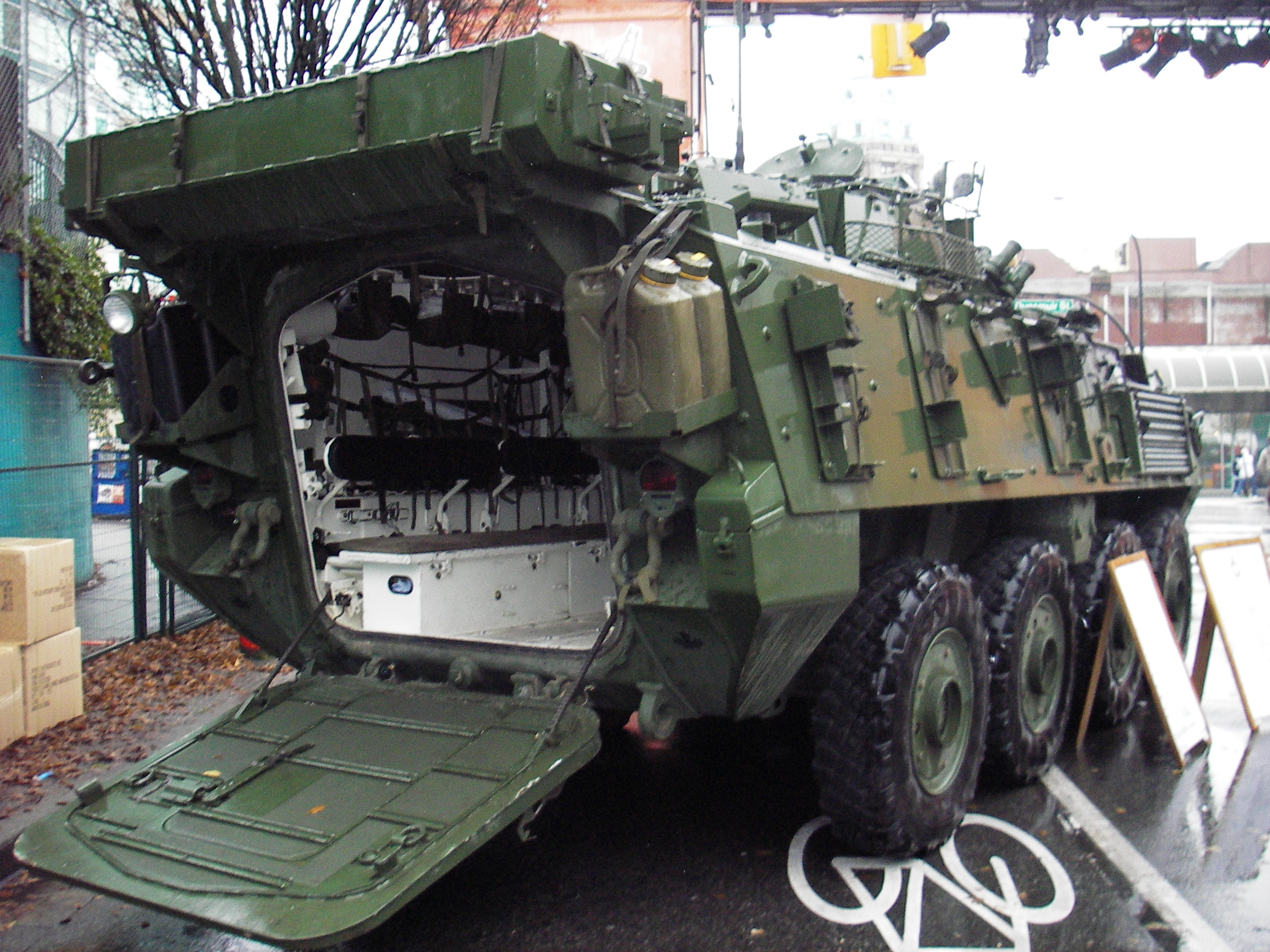
Interior del LAV III

El LAV III está equipado con una torreta armada con un cañón automático M242 Bushmaster de calibre 25 mm, y adicionalmente, en este se encuentran una ametralladora coaxial de calibre 7,62 mm, y otra ametralladora de 5.56 mm situada en la torreta. El LAV-III también cuenta con ocho lanzadores de granadas de 76 mm en dos grupos de cuatro lanzadores dispuestos a cada lado de la torreta. Los lanzadores de granadas están destinados a disparar únicamente granadas de humo.

## Usuarios

Operadores del LAV III en azul.

### Actuales
- Estados Unidos
  - USMC

- Arabia Saudita
  - Guardia Nacional Saudita - 19 Unidades.[2]

- Canadá
  - Ejército canadiense - 651 Unidades.[2]

- Colombia
  - Ejército Colombia - 92 Unidades. 36 en un primer lote. y 55 en un segundo lote[2]

- Nueva Zelanda
  - Ejército de Nueva Zelanda - 105 Unidades de la variante NZLAV.[2]

- Chile
  - Armada de Chile
    - Cuerpo de Infantería de Marina de Chile - 22 Unidades de la variante NZLAV.[3]

### Desarrollos relacionados
- Piranha I
  -  AVGP
  -  LAV-25
    -  ASLAV
- Piranha II
  -  Bison
  -  Coyote
- Piranha IIIH
  -  LAV-II
  -  LAV III
    -  Stryker
    -  NZLAV
- Piranha IV

### Vehículos similares
- FNSS PARS
- VBCI
- BTR-90
- Boxer MRAV
- Patria AMV
- VBM Freccia
- Pandur II
- BTR-3